# Aphidura ornatella
Aphidura ornatella är en insektsart. Aphidura ornatella ingår i släktet Aphidura och familjen långrörsbladlöss. Inga underarter finns listade i Catalogue of Life.